# District de Baoshan (Shuangyashan)
Pour les articles homonymes, voir Baoshan (homonymie).
Le district de Baoshan (宝山区 ; pinyin : Bǎoshān Qū) est une subdivision administrative de la province du Heilongjiang en Chine. Il est placé sous la juridiction de la ville-préfecture de Shuangyashan.